# Desmond Andrew Herbert
Desmond Andrew Herbert CMG ( 17 de junio de 1898 – 8 de septiembre de 1976) fue un botánico, micólogo australiano.

## Biografía
Hijo de un productor de fruta, Herbert era aborigen de Diamond Creek, Victoria; fue educado en la "Escuela Malvern State", y en la "Escuela de Gramática de la Iglesia Inglesa de Melbourne", para luego matricularse en la Universidad de Melbourne, de donde obtuvo su B.Sc. en 1918, y su M.Sc. en 1920.
Inició su carrera botánica en 1919, como asistente botánico en la "Sección de Explosivos", del Dto. de Minas de Australia Occidental. Más tarde fue designado Botánico de Economía y Fitopatólogo de Australia Occidental, y conferencista part-time de botánica agrícola y fitopatólogo en la Universidad de Australia Occidental. Durante ese tiempo realizó numerosas expediciones de recolección en el sudoeste de Aust. Occidental, publicando varias taxas, como Logania tortuosa, Melaleuca coronicarpa, Daviesia uniflora, Xanthorrhoea brevistyla, Xanthorrhoea nana. En 1921, publicó el libro: The Poison Plants of Western Australia.
En 1921, Herbert ganó el cargo de Profesor de Fitopatología y Fisiología vegetal en la Universidad de las Filipinas.
El 11 de diciembre de 1922 se casó con su asistenta Vera McNeilance Prowse, hija de John Henry Prowse; tuvieron dos hijos y dos hijas. Herbert retornó a Australia en 1924, uniéndose al Dto. de Botánica de la Universidad de Queensland. Inicialmente su posición fue de lecturer, y en 1929 obtuvo su D.Sc. por la Universidad de Melbourne, y recibió un D.Sc. honorario por la Universidad de Queensland en 1935. En 1946 profesor asociado; dos años más tarde es profesor titular. Más tarde fue Decano de la Facultad de Ciencias.
En 1928, fue presidente del Queensland Naturalists' Club; de la Royal Society of Queensland in 1928; of the botany section of the Australian and New Zealand Association for the Advancement of Science en 1932; de la Horticultural Society of Queensland de 1936 a 1942; de la Orchid Society of Queensland en 1940; y de la Rama Queensland del Australian Institute of Agricultural Science en 1942. He lectured on horticulture for the Australian Broadcasting Commission, judged garden competitions, and wrote for the Sunday Mail. In 1952 he published a compilation of his Sunday Mail articles entitled Gardening in Warm Climates. Durante la Segunda Guerra Mundial ayudó a seleccionar sitos de estudios en chemical warfare, y coescribió sobre un manual de supervivencia para la Royal Australian Air Force titulada Friendly Fruits and Vegetables.
Era daltónico. Falleció en el "Hospital Real de Brisbane", el 8 de septiembre de 1976, y su cuerpo fue cremado.
Uno de sus hijos, John Desmond, fue miembro de la Asamblea Legislativa de Queenslan, y ministro del gobernador Frank Nicklin del Partido Nacional. Una hija, Joan Winifred (Cribb), fue botánica de renombre.

## Honores
Herbert se retiró en 1965, y al año siguiente fue nombrado compañero de la Orden de San Miguel y San Jorge (acrónimo en inglés:CMG)

### Epónimos
- (Amaryllidaceae) Rhodophiala herbertiana (Lindl.) Hunz.[1]
- (Myrtaceae) Eucalyptus herbertiana Maiden[2]
- (Passifloraceae) Passiflora herbertiana subsp. herbertiana Ker Gawl.[3]